# Самалі
Самалі (біл. вёска Самалі) — село в складі Молодечненського району Мінської області, Білорусь. Село підпорядковане М'ясотській сільській раді, розташоване в західній частині області.